# Мізері Світлана Миколаївна
Світлана Миколаївна Мізері (4 вересня 1933, Москва — 10 жовтня 2021, там само) — радянська і російська актриса театру і кіно, режисер. Народна артистка РРФСР (1980).

## Біографія
Світлана Мізері народилася в Москві; в 1955 році закінчила Школу-студію МХАТ (курс Олександра Карева). У тому ж році була прийнята до трупи Художнього театру, де дебютувала в ролі Наді в горьківських «Ворогах», але вже в 1956-му році перейшла у щойно створений «Современник» і протягом декількох років була однією з провідних актрис театру, стала, зокрема, першою виконавицею ролі Вероніки в п'єсі Віктора Розова «Вічно живі».
У 1959 році Світлана Мізері перейшла до Театру імені Володимира Маяковського, де служила до 1980 року.
Серед найкращих ролей, зіграних Світланою Мізері на цій сцені, — Валя в «Іркутській історії» Олексія Арбузова, Людмила в п'єсі Сергія Найдьонова «Діти Ванюшина», Стелла в «Трамваї „Бажання“» Теннессі Вільямса. У 1980—1990 роках виступала на сцені Театру імені О. С. Пушкіна.
У 1990 році Світлана Мізері перейшла до театру «Сопричастность», в якому служить й досі. Поставила вистави «Поросятко Кнока» (2006) і «Провінціалка» (2009). Зіграла близько 50 ролей.

## Родина
- перший чоловік — Ігор Кваша.
- другий чоловік — Михайло Зимін
  - дочка — Марія Зиміна
- третій чоловік — Ігор Сіренко

## Творчість

### Ролі в театрі
- 1956 — «Вороги» М. Горького — Надя;
- 1956 — «Вічно живі» В. С. Розова; постановка Олега Єфремова — Вероніка[4]
- 1957 — «В пошуках радості» В. С. Розова — Таня
- 1958 — «Ніхто» Едуардо де Філіппо — Туристка
- 1959 — «Два кольори» А. Р. Зака і В. Кузнєцова — Катя
- 1959 — «Маленька студентка» М. Ф. Погодіна — Зіна Пращина
- 1960 — «Іркутська історія» О. Н. Арбузова — Валя
- 1961 — «Проводи білих ночей» В. Ф. Панової — Жанна
- 1962 — «Сучасні хлопці» М. Ф. Шатрова — Ніна
- 1963 — «Кавказьке крейдяне коло» Б. Брехта — Груші, Като
- 1964 — «Між зливами» О. П. Штейна — Тата Нирадова
- 1965 — «Камінці на долоні» А. Д. Салинського — Ганна
- 1967 — «І впала зірка» Хорію Ловинеску — Клаудіа Роксан
- 1968 — «Дзвінок до порожньої квартири» Д. Угрюмова — Сквержневська
- 1969 — «Діти Ванюшина» С. О. Найдьонова; постановка А. О. Гончарова — Людмила
- 1969 — «Розгром» за романом О. О. Фадєєва. Постановка Марка Захарова — Варя
- 1970 — «Марія» А. Д. Салинського — Марія Сергіївна Одинцова;
- 1970 — «Трамвай „Бажання“» Т. Вільямса; постановка А. О. Гончарова — Стелла
- 1973 — «Медея» Евріпіда — Медея
- 1975 — «Бесіди з Сократом» Е. С. Радзинського — Ксантиппа
- 1976 — «Венсеремос! (Інтерв'ю в Буенос-Айресі)» Г. А. Боровика — Марта
- 1980 — «Вона в відсутність любові і смерті» Е. С. Радзинського — Дружина
- 1981 — «Оптимістична трагедія» Вс. В. Вишневського — Комісар
- 1982 — «Закон вічності» Нодара Думбадзе — Марія; «Месьє Амількар платить» Іва Жаміака — Елеонора
- 1988 — «Біси» п'єса Альбера Камю за романом Ф. М. Достоєвського «Біси» — Варвара Петрівна
- 1993 — «Білі троянди, рожеві слони» Вільяма Гібсона — Моллі Іган
- 1995 — «Голос за тонкою стіною» А. Матвєєва — Аннушка; «Любов — книга золота» О. К. Толстого — Катерина II
- 1998 — «Таланти і шанувальники» О. М. Островського — Домна Пантеліївна
- 2000 — «Криваве весілля» Ф. Г. Лорки — Мати
- 2007 — «Королева-мати» М. Сантанелли — Реджина

### Режисерські роботи (в театрі «Сопричастность»)
- 2006 — «Порося Кнока або історія доброї скарбнички» М. О. Ворфоломеева
- 2009 — «Провінціалка» І. С. Тургенєва
- 2011 — «Блідий край небес» У. Хенлі (англ.)
- 2012 — «Дівчинка, де ти живеш?» М. М. Рощина

### Фільмографія
- 1965 — Під каштанами Праги — Божена
- 1976 — готель Червона — Дама
- 1979 — Інтерв'ю в Буенос-Айресі — Березня
- 1987 — Мегре у міністра — Дружина Пуана
- 1988 — Об'єктивні обставини — Постнікова

### Дубляж фільмів
- 1941 — Серенада сонячної долини
- 1957 — Єва хоче спати
- 1958 — Ми — вундеркінди (інша назва — Ми — діти дива)
- 1959 — Людина проходить крізь стіну

## Нагороди та премії
- заслужена артистка РРФСР (6.3.1972)
- народна артистка РРФСР (23.1.1980)
- Державна премія СРСР (1977) — за виконання ролі Марти у виставі «Venceremos!» Г. А. Боровика
- Державна премія Російської РФСР імені К. С. Станіславського (1972) — за виконання головної ролі у виставі «Марія» А. Д. Салинського
- премія мерії Москви (2001) — за виконання ролі Матері у виставі «Криваве весілля» Ф. Г. Лорки
- премія «Золота ліра»
- премія газети «Московський комсомолець» (2009) — за виконання ролі Моллі Іган у виставі «Білі троянди, рожеві слони» У. Гібсона
- диплом VI Міжнародного форуму «Золотий Витязь» — за виконання ролі Реджини у виставі «Королева-мати» М. Сантанеллі
- орден Дружби (6.2.2009)[5]
- медалі